# バルトーク (小惑星)
バルトーク (4132 Bartók) は、小惑星帯に位置する小惑星である。ジェフ・T・アルーがパロマー天文台で発見した。
ハンガリー出身の作曲家、ピアニスト、民俗音楽研究家のバルトーク・ベーラ（1881年 - 1945年）にちなんで名付けられた。